# Colobochyla mabillealis
Colobochyla mabillealis là một loài bướm đêm trong họ Erebidae.